# Triatlon na Letních olympijských hrách 2000

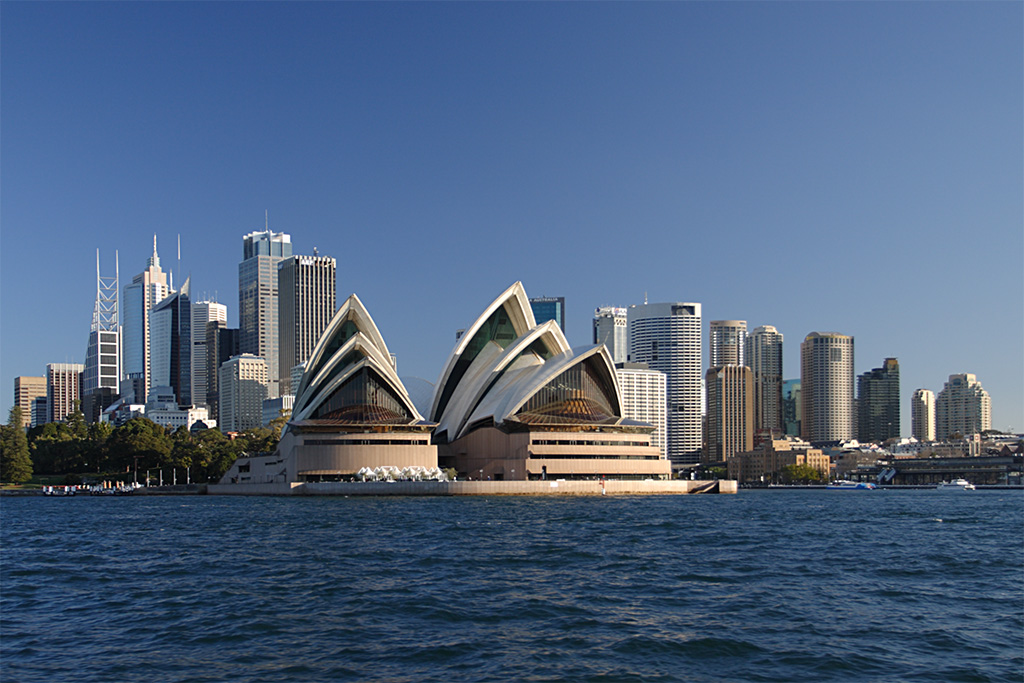
Opera v Sydney byla kulisou olympijského triatlonového závodu, který startoval a končil přímo v její blízkosti

Poprvé v historii se triatlon na Letních olympijských hrách 2000 zařadil mezi olympijské sporty. Závod žen proběhl 16. září, o den později se uskutečnil závod mužů, který přinesl České republice bronzovou medaili Jana Řehuly. Soutěže proběhly v sydneyském přístavu v bezprostřední blízkosti Opery v Sydney.

## Průběh soutěží
Triatlon byl zařazen rozhodnutím Mezinárodního olympijského výboru mezi olympijské sporty v září 1994, v Sydney tak zažil svou olympijskou premiéru.
Závod žen sledovalo na 200 tisíc lidí s očekáváním vítězství domácí závodnice, které bylo podloženo úspěchy Australanek na předchozích mistrovstvích světa. Plaveckou část závodu vyhrála Sheila Taorminová, na předchozí olympiádě v Atlantě olympijská šampionka v plavecké štafetě. V dalším průběhu se ale do čela dostala trojice, která ovládla světový pohár v Sydney rok před tím. Až do posledních 200 metrů běžely bok po boku Švýcarka Brigitte McMahonová a Australanka Michellie Jonesová, pak se odpoutala McMahonová a zvítězila. Naše reprezentantka Renata Berková skončila na 29. místě.
| „                           | V okamžiku, kdy jsem proťal cílovou pásku, jsem byl strašně rád, že se mi podařilo uspět právě zde v Austrálii, kterou považuji za svůj druhý domov. | “ |
| — Jan Řehula, 17. září 2000 | |   |

Po cyklistické části závodu mužů byla na čele dvojice Conrad Stoltz z JAR a mistr světa Olivier Marceau z Francie, kteří měli značný náskok. Část pelotonu zbrzdily pády, při jednom z nich musel zastavit i Kanaďan Simon Whitfield a do třetí části závodu vybíhal až daleko na 24. místě. V běhu se do vedení dostal Němec Stephan Vuckovic a ještě 800 metrů vedl s minutovým náskokem, přesto ho 200 metrů před cílem předběhl Whitfield a zvítězil s pohodlným náskokem 13 sekund. Prvních pět triatletů dosáhlo nejlepších časů v běhu. Whitfield vyhrál, přestože za poslední rok nezískal ani jedno prvenství a ve světovém žebříčku byl až třináctý. Jan Řehula se vyhnul v cyklistice pádu a držel se ve skupince pronásledovatelů, kterou vedl Kazachstánec Dmitrij Gaag. Když se roztrhala, držel se Whitfielda a spolu s ním se vytáhl na stupně vítězů. Gaaga nakonec za sebou nechal o 17 sekund a získal bronz.

## Medailisté
| Soutěž | Zlato                                 | Stříbro                              | Bronz                               |
| ------ | ------------------------------------- | ------------------------------------ | ----------------------------------- |
| Muži   | Simon Whitfield · Kanada (CAN)        | Stephan Vuckovic · Německo (GER)     | Jan Řehula · Česko (CZE)            |
| Ženy   | Brigitte McMahonová · Švýcarsko (SUI) | Michellie Jonesová · Austrálie (AUS) | Magali Messmerová · Švýcarsko (SUI) |